# Farlig främling
Farlig främling (originaltitel Cape Fear) är en skräck-psykologisk thriller från 1962, regisserad av J. Lee Thompson med bl.a. Gregory Peck, Robert Mitchum och Martin Balsam i huvudrollerna. Filmen är baserad på romanen Illdåd planeras av John D. MacDonald.
En nyinspelning gjordes 1991 av Martin Scorsese. Peck, Mitchum och Balsam medverkade även i nyinspelningen.

## Handling
Efter att ha suttit åtta år i fängelse för våldtäkt är Max Cady (Robert Mitchum) fri och reser till Georgia för att söka upp advokaten Sam Bowden (Gregory Peck). Bowden är orsaken till att Cady blev dömd eftersom Bowden vittnade mot honom. Nu vill Cady få sin hämnd genom att förstöra Bowdens liv. När Bowden inser att han inte kan bli av med Cady med hjälp av lagen blir han orolig för sin fru Peggy (Polly Bergen) och sin 14-åriga dotter Nancy (Lori Martin) så de reser till Cape Fear för att ta skydd. Men Cady följer efter...

## Rollista
| Gregory Peck   | – Sam Bowden      |
| Robert Mitchum | – Max Cady        |
| Polly Bergen   | – Peggy Bowden    |
| Lori Martin    | – Nancy Bowden    |
| Martin Balsam  | – Mark Dutton     |
| Jack Kruschen  | – Dave Grafton    |
| Telly Savalas  | – Charlie Sievers |
| Barrie Chase   | – Diane Taylor    |